# Isis Gee
Isis Gee —nombre artístico de Tamara Diane Wimer Gołębiowska— (Seattle, 11 de octubre de 1972) es una cantautora de pop estadounidense de ascendencia polaca.
En febrero de 2008 fue elegida como representante de Polonia en el Festival de la Canción de Eurovisión con el tema For Life con el que llegó a la Final tras superar la fase previa.

## Discografía

### Discos
- 2007 The Hidden Treasure (Universal) #3 Polonia
- 2008 Christmas Angel

### Sencillos
| Año  | Título               | Álbum                          | Rating             |
| ---- | -------------------- | ------------------------------ | ------------------ |
| 2007 | «Hidden Treasure»    | Hidden Treasure                | #26 Polonia #1 RMF |
| 2007 | «What You See»       | Hidden Treasure                |                    |
| 2008 | «For Life»           | Hidden Treasure                | #45 Polonia        |
| 2008 | «Fate»               | Sehnsucht                      |                    |
| 2008 | «Christmas Angel»    | Christmas Angel                |                    |
| 2009 | «Times of Change»    | Primera investidura de BO      |                    |
| 2009 | «Too Far From Here»  | RubikOne                       |                    |
| 2009 | «Sleep Away the Day» | Underwater Love                |                    |
| 2010 | «Live»               | Live                           |                    |
| 2011 | «How About That»     | How About That                 |                    |
| 2011 | «How About That»     | Cut Father Remix, Promid Remix |                    |
| 2014 | «Your Alibi»         | Love, Tamara                   |                    |
| 2015 | «I will be strong»   | Love, Tamara                   |                    |